# Metod Doležil
Metod Doležil   (Kunčice pod Ondřejníkem, 15 d'octubre de 1885 - Praga, 10 d'octubre de 1971) va ser un director de cor i professor de música.
Era fill d'un mestre va estudiar per primera vegada a l'Institut Pedagògic després de cursar el batxillerat a Olomouc (1896–1900). El van succeir estudis al Conservatori de Praga, dirigits per Vítězslav Novák i realització amb František Špilka. Després de tornar de la Primera Guerra Mundial, va fer classes al Conservatori i a la "Universitat Carolina de Praga". De 1912 a 1923 i de 1943 a 1946 va treballar com a director coral a l'Associació de professors de Praga ("Pěvecké sdružení pražských učitelek"). El seu llibre Intonace a elementární rytmus va ser publicat en diverses edicions (1922, 1942, 1947).